# Rutherfordton
Rutherfordton város az USA Észak-Karolina államában, Rutherford megyében, melynek megyeszékhelye is. Lakosainak száma 3640 fő (2020. április 1.).

## Népesség
A település népességének változása:
| Lakosok száma | 484  | 4213 | 3640 |
|               | 1850 | 2010 | 2020 |